# Tomoki Muramatsu
Tomoki Muramatsu (født 10. juli 1990) er en japansk tidligere professionel fodboldspiller.
Han har spillet for flere forskellige klubber i sin karriere, herunder Kataller Toyama.